# Nephrotoma pleuromaculata
Nephrotoma pleuromaculata is een tweevleugelige uit de familie langpootmuggen (Tipulidae). De soort komt voor in het Palearctisch en Oriëntaals gebied.